# 具齿马先蒿
具齿马先蒿（学名：Pedicularis odontophora）为列当科马先蒿属的植物。分布在锡金以及中国大陆的西藏等地，目前尚未由人工引种栽培。